# Protandrena leucopus
Protandrena leucopus är en biart som beskrevs av Timberlake 1976. Protandrena leucopus ingår i släktet Protandrena och familjen grävbin. Inga underarter finns listade i Catalogue of Life.